# روبي تايلور
روبي تايلور هو سباح كندي، ولد في 31 مارس 1981 في تورونتو في كندا.

## روابط خارجية
- روبي تايلور على موقع الاتحاد الدولي للسباحة (الإنجليزية)
- روبي تايلور على موقع أوليمبيديا (الإنجليزية)
- روبي تايلور على موقع اللجنة الأولمبية الكندية (الإنجليزية)